# Norsko na Letních olympijských hrách 1968
Norsko na Letních olympijských hrách 1968 v Ciudad de México reprezentovalo 46 sportovců, z toho 38 mužů a 8 žen. Nejmladším účastníkem byla Helga Braathen (15 let, 231 dní), nejstarším pak Jan-Erik Aarberg (43 let, 351 dní). Reprezentanti vybojovali 2 medaile, z toho 1 zlatou a 1 stříbrnou.

## Medailisté
| Medaile | Jméno                                               | Sport      | Disciplína                     |
| ------- | --------------------------------------------------- | ---------- | ------------------------------ |
| Zlato   | Egil Søby Steinar Amundsen Tore Berger Jan Johansen | Kanoistika | K4 1 000 m čtyřka kajak - muži |
| Stříbro | Peder Lunde Per Olav Wiken                          | Jachting   | družstvo mužů                  |